# Chinese glansfazant
De Chinese glansfazant (Lophophorus lhuysii) is een vogel uit de familie fazantachtigen (Phasianidae). De wetenschappelijke naam van de soort is voor het eerst geldig gepubliceerd in 1866 door Albert Geoffroy Saint-Hilaire. Het is een door habitatverlies kwetsbaar geworden vogelsoort die alleen voorkomt in China.

## Kenmerken

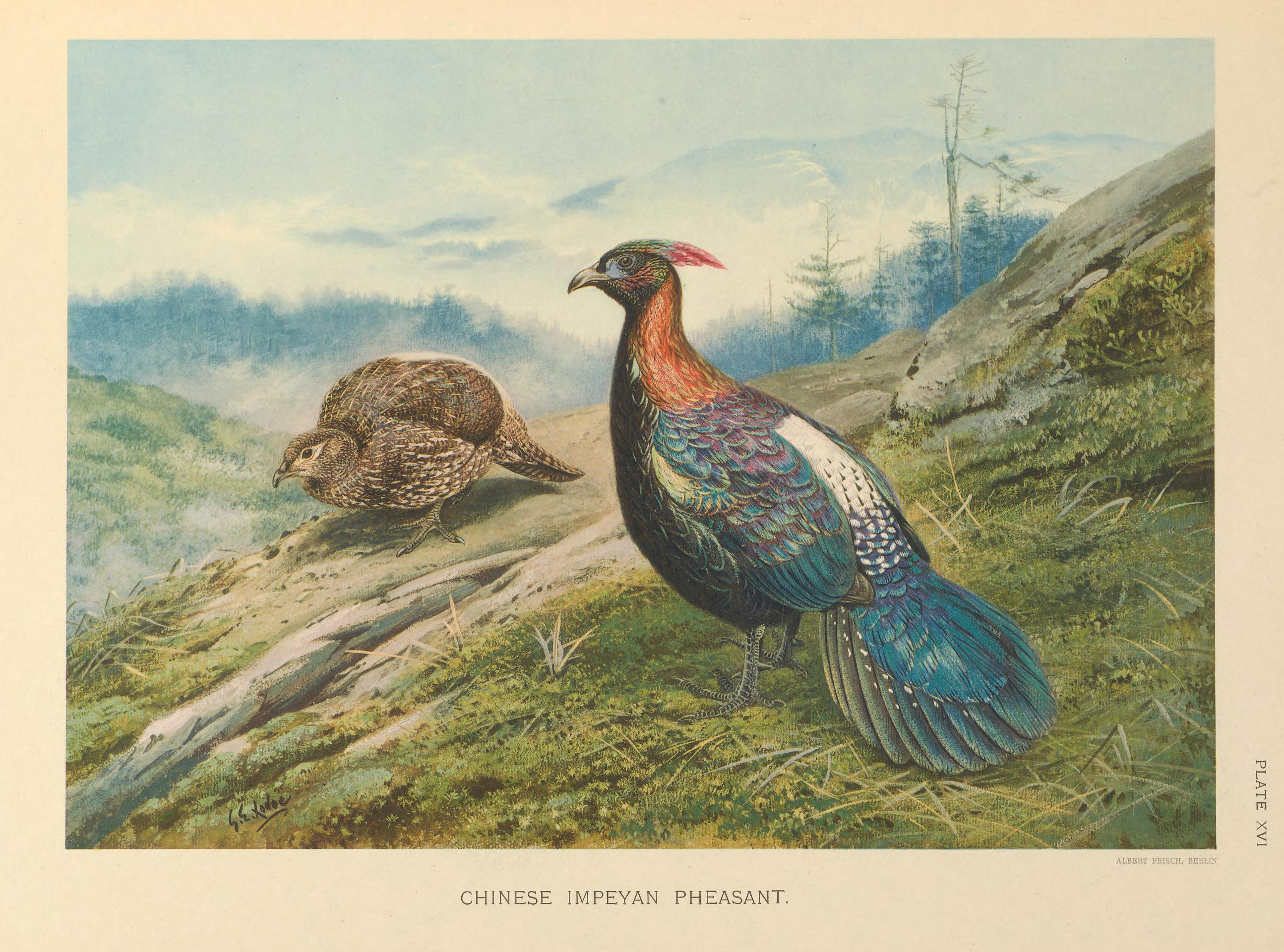
Prent uit 1918 A Monograph of the Pheasants

De vogel is 75 tot 80 cm lang.Het is een kleurrijke glansfazant met een kuif. De haan is glanzend blauw, paars en groen. De kop is overwegend groen, de kuif paars gekleurd en de hals en bovenzijde van de mantel zijn glanzend koper- tot goudkleurig, daarna wit, overgaand in paarsgroen op de staart. Van onder is de haan bijna zwart. Rond het oog is de kale huid blauw. De hen is kleiner en heeft een minder opvallende kuif en zij is overwegend grijs en roodbruin met witte streepjes.

## Verspreiding en leefgebied
Deze soort is endemisch in China, in Sichuan, oostelijk Tibet, zuidoostelijk Qinghai, zuidelijk Gansu en mogelijk ook nog in noordwestelijk Yunnan. De leefgebieden van deze vogel liggen in berggebieden in de subalpiene zone begroeid met rhododendronstruiken grenzend aan natuurlijke graslanden van de alpiene zone op 3300 tot 4500 meter boven zeeniveau. 's Winters wordt de vogel aangetroffen in lager gelegen naaldbossen.

## Status
De grootte van de populatie werd in 2022 door BirdLife International geschat op 6 tot 10 duizend volwassen individuen. De populatie-aantallen nemen af door jacht en habitatverlies. Het leefgebied wordt aangetast door omzetting in weidegronden voor jaks en de aanleg van infrastructuur. Om deze redenen staat deze soort als kwetsbaar op de Rode Lijst van de IUCN.